# Discografia de Lucy Lawless
Esta é a discografia da cantora neozelandesa Lucy Lawless, ela é mundialmente famosa por seu papel na série Xena: Warrior Princess, tendo iniciado sua carreira como cantora em 2007 no programa Celebrity Duets, no qual celebridades do cinema, da televisão e do esporte fazem duetos com cantores famosos, e o ganhador leva cem mil dólares para doar a sua instituição de caridade. Lucy cantou com vários cantores famosos como Kenny Loggins, Smokey Robinson e Bonnie Tyler, entre outros, ela ficou em segundo lugar, o ganhador foi Alfonso Ribeiro.
Entusiasmada, Lucy anunciou seu interesse em investir em uma carreira musical. Ela já tinha se apresentado como cantora anteriormente, tanto em séries como em shows, mas sempre encarou como algo esporádico. Mas para mostrar que falava sério, fez seu debut no The Roxy Theatre, em Hollywood, em janeiro daquele ano, cantando músicas próprias e de terceiros. De janeiro de 2007 até maio de 2008 Lawless fez mais seis shows no teatro, ela também apresentou-se em concertos próprios em Chicago, Nova York e Londres.

## Álbuns
| Lançamento | Título                                                                 | Tipo    |
| ---------- | ---------------------------------------------------------------------- | ------- |
| 2007       | "Come To me Lawless"                                                   | Estúdio |
| 2007       | "Come To Mama: Lucy Lawless In Concert: The Roxy Theater In Hollywood" | Ao vivo |

## DVDs
| Lançamento | Título                                                                 | Local de gravação |
| ---------- | ---------------------------------------------------------------------- | ----------------- |
| 2007       | "Come To Mama: Lucy Lawless In Concert: The Roxy Theater In Hollywood" | Hollywood         |
| 2007       | "Gimme Some, Sugar: Lawless, NYC"                                      | Nova York         |
| 2007       | "Lucy Lawless Live In Chicago: Still Got The Blues"                    | Chicago           |
| 2008       | "HO DOWN LIVE AT THE ROXY"                                             | Hollywood         |
| 2009       | "THE PLEASUREDOME LIVE CONCERT"                                        | Hollywood         |

## Lista de músicas oficiais
| Título                                 | Composição                 | Trivias                          |
| -------------------------------------- | -------------------------- | -------------------------------- |
| "Bitch"                                | M. Brooks, S. Peiken       | Com orquestra                    |
| "Cowgirl"                              | Lawless                    |                                  |
| "Deep In The Heart Of Texas"           | Lawless                    |                                  |
| "Down on your Knees"                   | Lawless                    |                                  |
| "Dreamgirl"                            | Lawless                    |                                  |
| "Fly Me To The Moon"                   | Lawless                    | Dueto com o cantor Smokey        |
| "Footloose"                            | Lawless                    | Dueto com o cantor Kenny         |
| "I Say a Little Prayer For You"        | Lawless                    | Dueto com Dionne Warwick         |
| "I Will Be Right Here Waiting For You" | Dueto com o cantor Richard | Chicago                          |
| "I'll Be Home For Christmas"           | Lawless                    | Canção natalina                  |
| "I'll Never Love This Way Again"       | Lawless                    | Dueto com Dionne Warwick         |
| "I'll Stand By You"                    | Lawless                    |                                  |
| "I've Got a Lovely Bunch Of Coconuts"  | Lawless                    |                                  |
| "Is you is or is you ain't"            | Lawless                    |                                  |
| "Let the spirit move me"               | Lawless                    |                                  |
| "Little Child"                         | Lawless                    |                                  |
| "Maxine"                               | Lawless                    |                                  |
| "Oh Baby Baby"                         | Lawless                    |                                  |
| "Oh Come, Oh Come Emmanuel"            | Lawless                    |                                  |
| "One Way Or Another"                   | Lawless                    |                                  |
| "River Deep, Mountain High"            | Lawless                    |                                  |
| "Should've Known Better"               | Lawless                    |                                  |
| "Silent Night"                         | Lawless                    |                                  |
| "Sisters Are Doin' It For Themselves"  | Lawless                    |                                  |
| "Sunshine Of My Life"                  | Lawless                    |                                  |
| "Take My Breath Away"                  | Lawless                    |                                  |
| "Tell Mama"                            | Lawless                    |                                  |
| "Time, Love And Tenderness"            | Lawless                    | Dueto com o cantor Michael       |
| "Total Eclipse of the Heart            | Lawless                    |                                  |
| "True Colors"                          | Lawless                    |                                  |
| "Watching Every Motion"                | Lawless                    |                                  |
| "Whenever I Call You A "Friend"        | Lawless                    | Dueto com o cantor Kenny Loggins |
| "You're The Sunshine Of My Life"       | Lawless                    | Dueto com o cantor Wayne Brady   |